# Tom Poes en de ijzige heinen
Tom Poes en de ijzige heinen is een ballonstripverhaal in de Tom Poes-reeks. Het verhaal verscheen voor het eerst in 1958 in de nummers 13 tot 22 van de Donald Duck. In 1981 volgde het verhaal in stripboekvorm bij uitgeverij Oberon. In 1996 verscheen een heruitgave.

## Samenvatting
Magister Hocus Pas heeft het opnieuw voorzien op het grijpen van de macht in Rommeldam. Zijn plan is deze keer om het te laten vriezen en sneeuwen in de lente. Hiervoor gebruikt hij betoverde sneeuwpoppen die kunnen lopen. 
De inwoners van Rommeldam worden geëvacueerd en moeten ergens buiten de stad een tentenkamp opzetten. De stad zelf wordt volledig overgenomen door het leger sneeuwpoppen, inclusief het politiebureau. 
Uiteindelijk slagen Tom Poes en Heer Bommel erin om de tovenaar met zijn eigen wapens te verslaan: Tom Poes lokt de sneeuwpoppen – die door de betovering eenmaal in beweging niet kunnen stilstaan – naar Hokus Pas' eigen hut, die hierdoor wordt bedolven en verwoest. Hierna verdwijnt alle kou weer.